# Schlucht der Toten

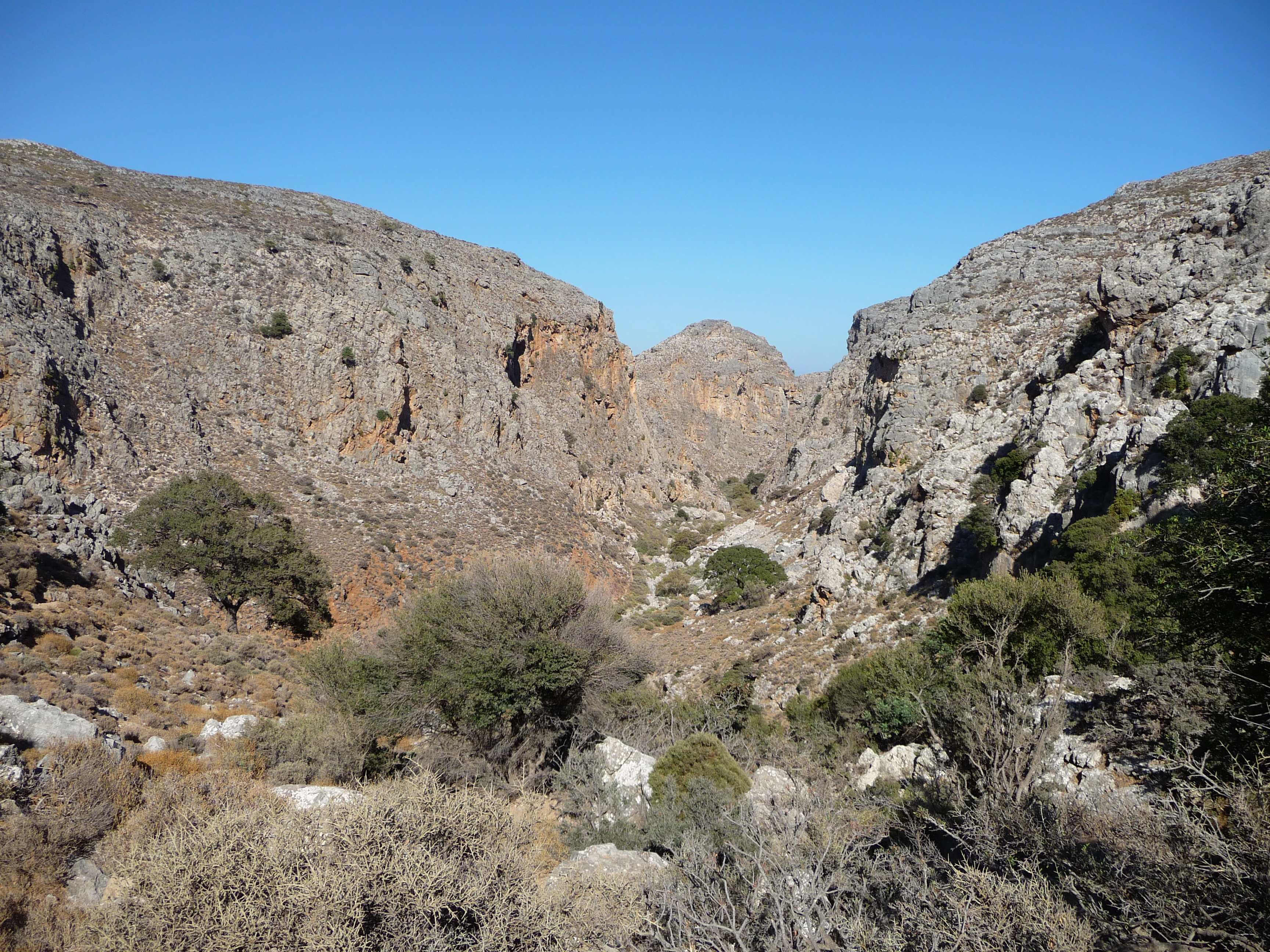
Schlucht der Toten

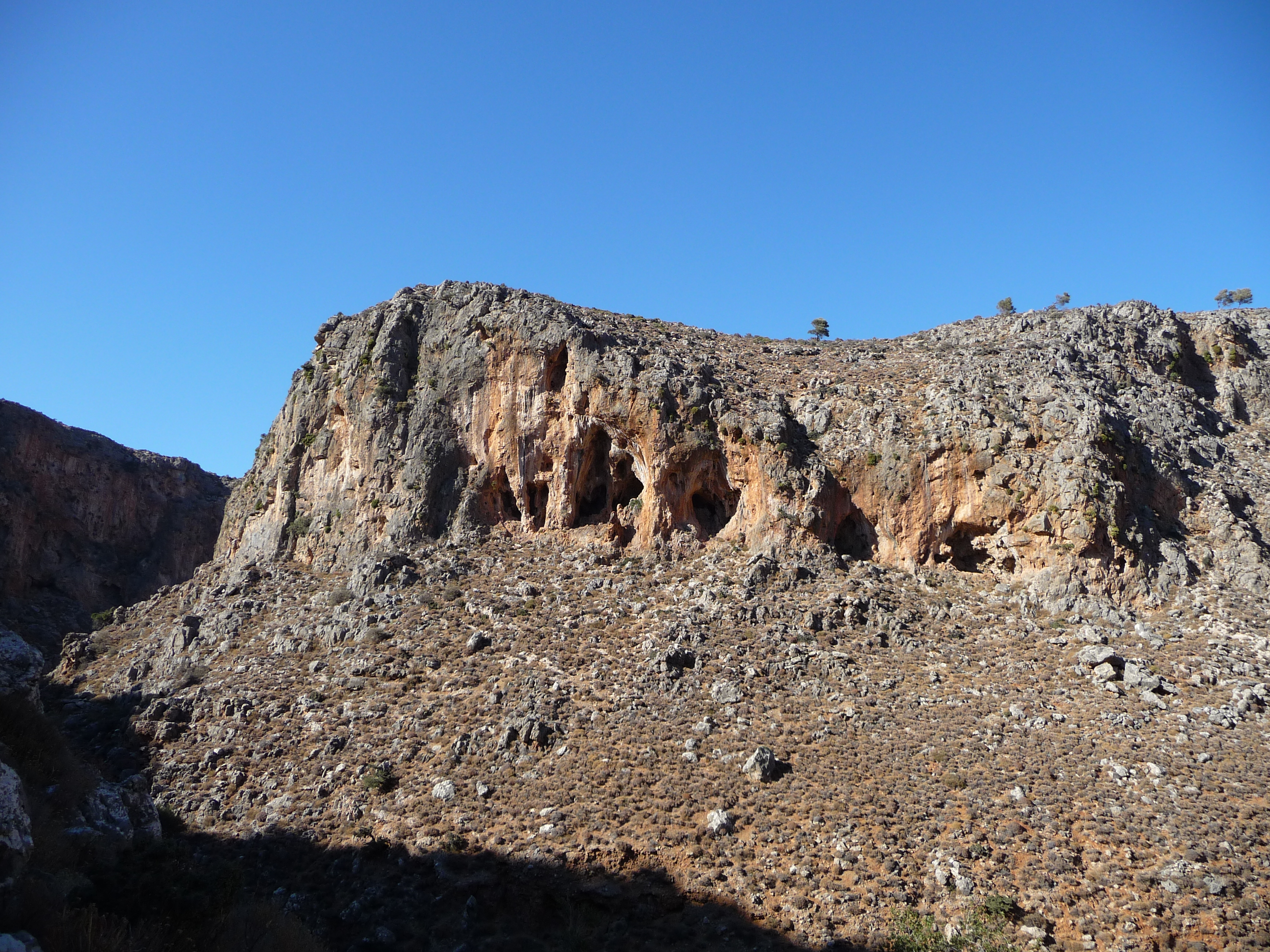
Höhlen zur Totenbestattung innerhalb der Schlucht

Die Schlucht der Toten (griechisch Φαράγγι Νεκρών (n. sg.) Farángi Nekrón), auch Schlucht von Zakros (Φαράγγι Ζάκρου (n. sg.) Farángi Zákrou) oder Tal der Toten, liegt unterhalb des Ortes Zakros, westlich des minoischen Palastes bei Kato Zakros im Osten Kretas. Im Sommerhalbjahr zählt die Schlucht zu den beliebtesten Wanderzielen Ostkretas.  

## Namensherkunft
Die Schlucht wird „Tal der Toten“ genannt, weil die Minoer in den zahlreichen  Höhlen der Seitenwände ihre Toten beisetzten. Unversehrt wurde nur ein Grab gefunden, es enthielt die Leichname von fünf Frauen aus der Zeit von 2300 bis 2100 v. Chr. Alle anderen Grabhöhlen waren ausgeraubt. 

## Naturraum

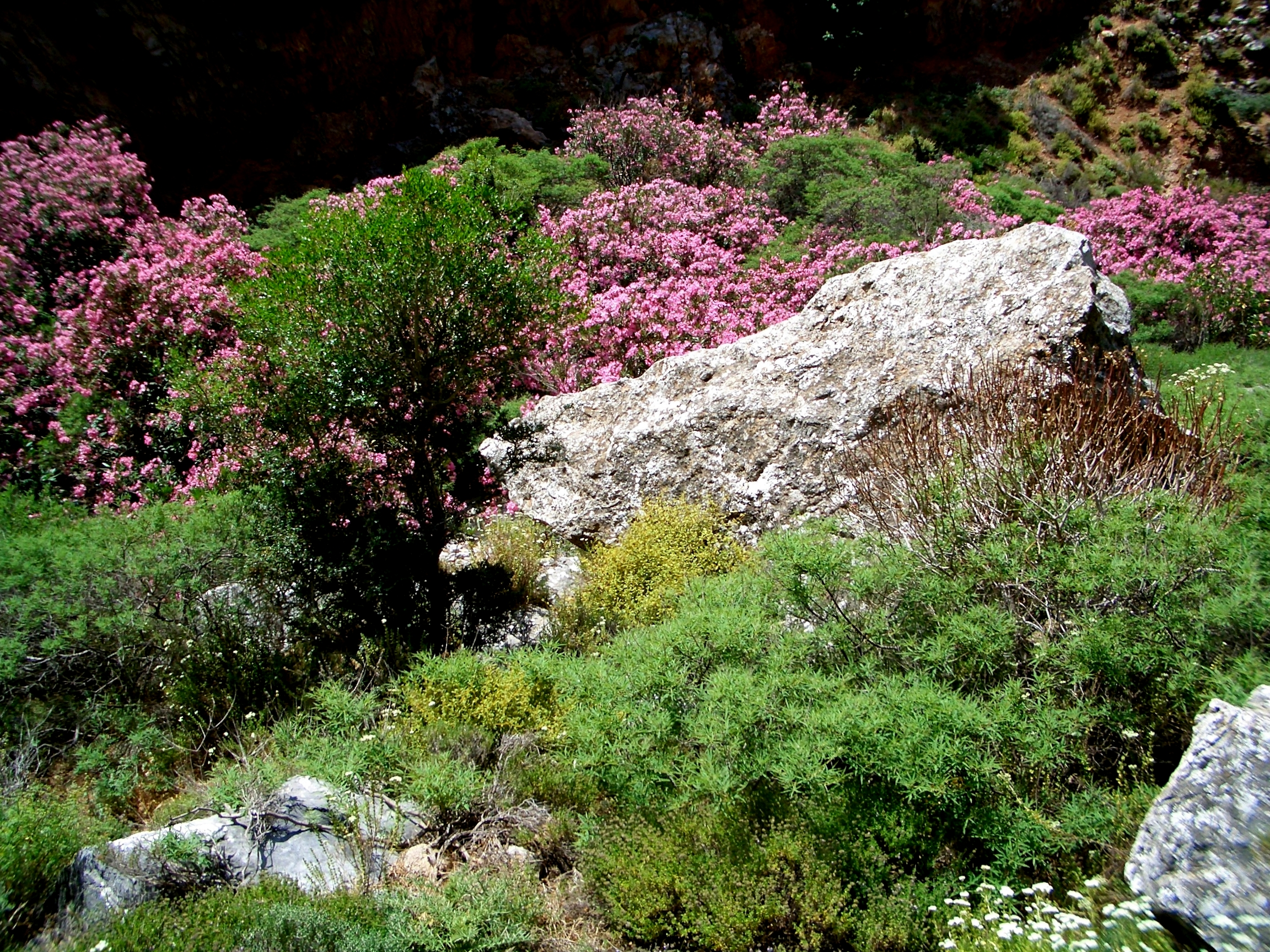
Oleanderblüte

Im Tal herrschen Karbonatgesteine vor. Die steilwandige Schlucht mit einer Länge von etwa acht Kilometern wird von einem Bach durchflossen, der an manchen Stellen ganzjährig Wasser führt. An den Ufern stehen u. a. Morgenländische Platane (Platanus orientalis), Oleander (Nerum oleander) und Mönchspfeffer (Vitex agnus-castus). Im Frühjahr können größere Kolonien der Kretischen Osterluzei (Aristolochia cretica) gesichtet werden.
Am Ausgang der Schlucht befinden sich der minoische Palast Kato Zakros und ein grobsandiger Strand.

## Zugang

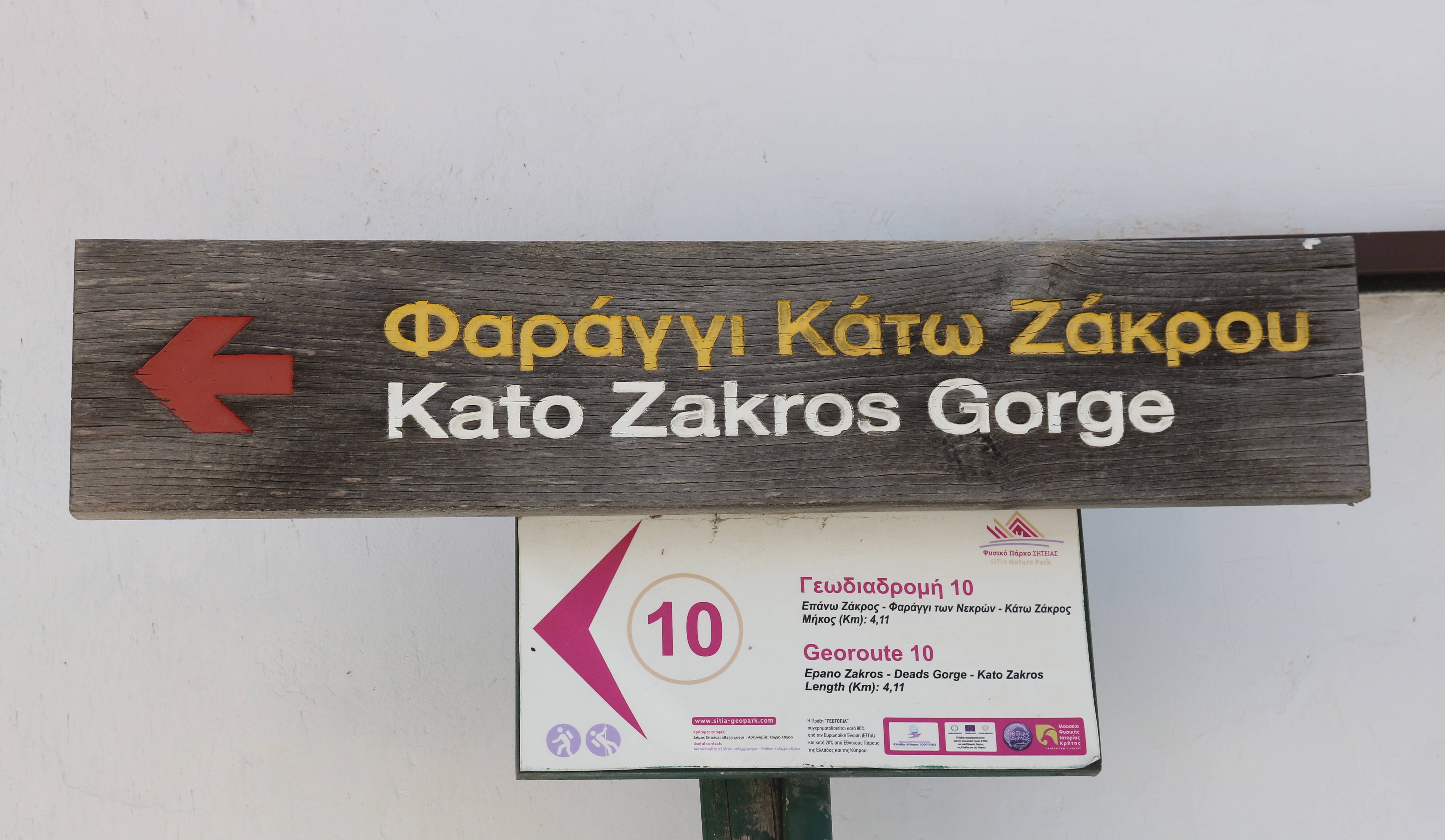
Ausschilderung in Zakros

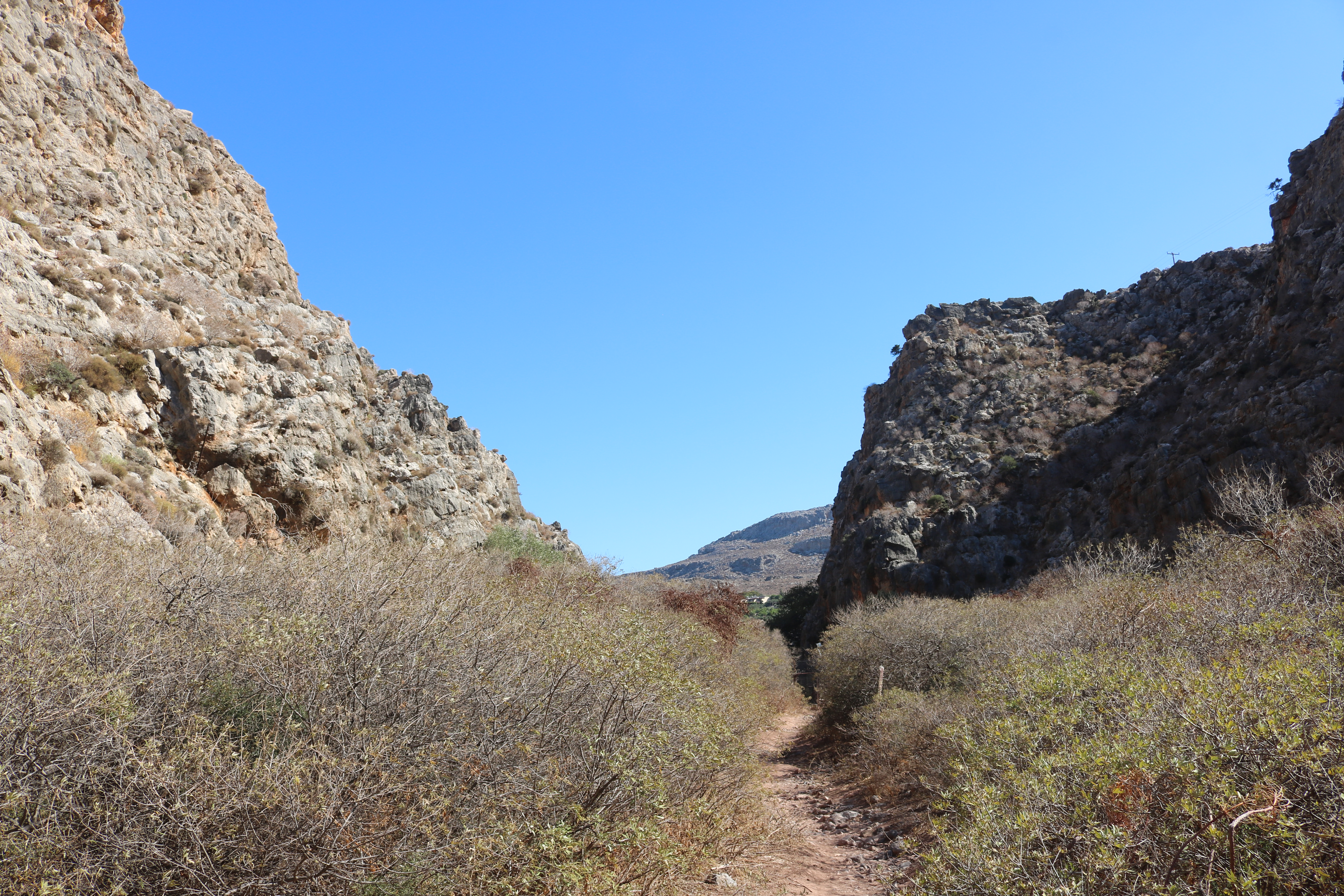
Unterlauf der Schlucht

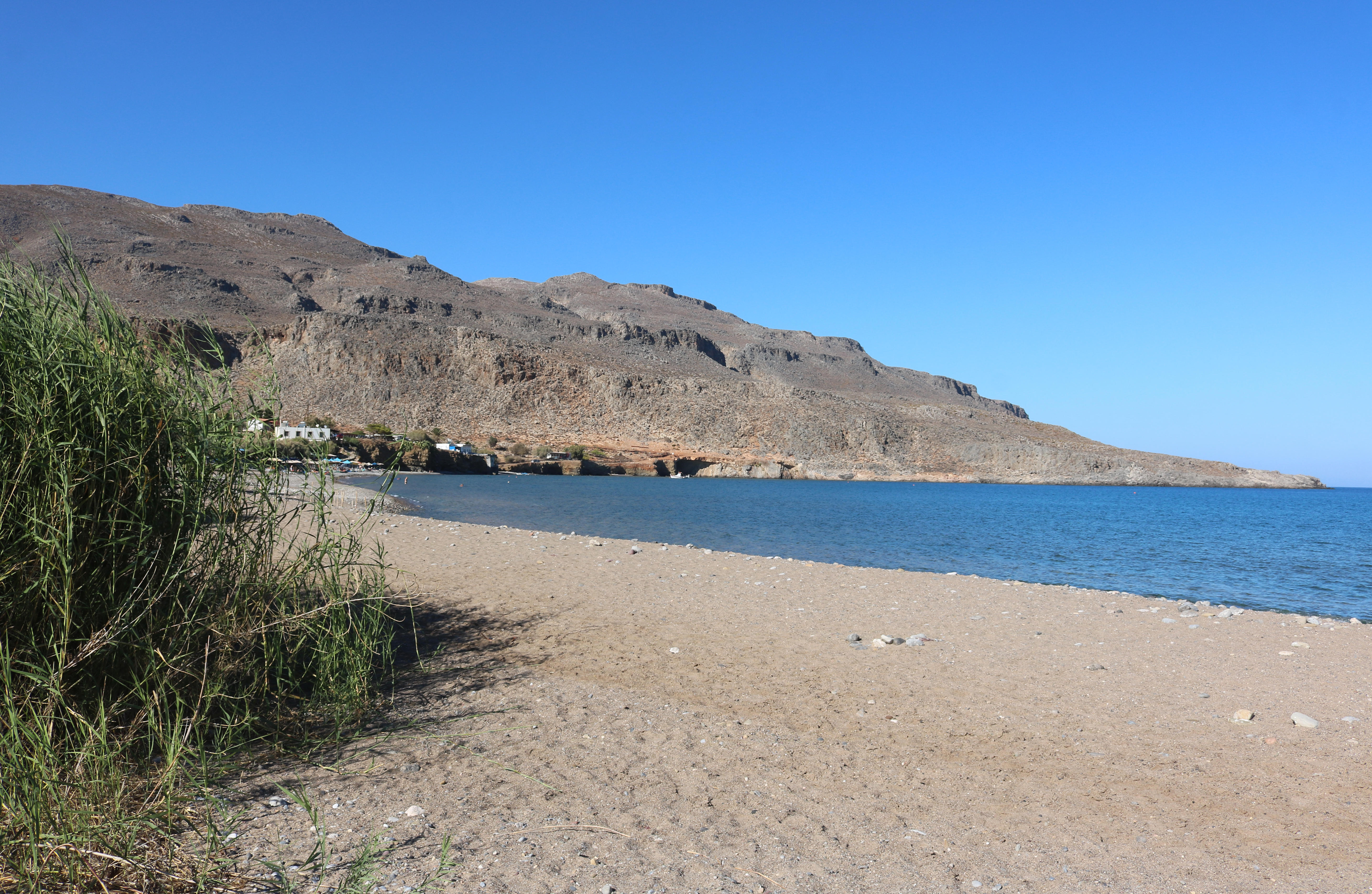
Strand in Kato Zakros

Durch die Schlucht der Toten führt ein überwiegend gut ausgebauter ganzjährig begehbarer Wanderweg. Er kann wahlweise im Ort Zakros oder am Palast von Zakros in Kato Zakros begonnen werden. Sofern er als Rundweg unternommen wird sind vier Gehstunden einzuplanen. Die Schlucht ist Etappe des Europäischen Fernwanderwegs E4.